# Ceol beag
Ceol beag oder ceòl-beag (gälisch „kleine Musik“; auch ceòl aotrom „leichte Musik“, engl. meist „light music“) bezeichnet – als Gegensatz zur „großen Musik“, dem Piobaireachd – die mit konstantem Rhythmus und Tempo gespielte Tanz- und Marschmusik für den schottischen Dudelsack (Great Highland Bagpipe). Unklar ist, ob es sich um einen traditionellen Begriff handelt. Jedenfalls wird er – im Gegensatz zu ceol mor – selten und fast nur schriftlich verwendet.
Zur ceol beag gehören Märsche (quick marches) sowie Strathspeys, Reels, Jigs und Hornpipes.
Ceol meadhonach oder ceòl-meadhonach (gälisch „mittlere Musik“) ist, im Gegensatz dazu, die rhythmisch freiere Musik des Liedes, also hauptsächlich die auf dem Dudelsack gespielten Slow Airs.
Sieht man als Hauptunterscheidungsmerkmal zur ceol beag deren Funktionscharakter – den Zweck, Bewegung (marschieren oder tanzen) zu begleiten –, so kann man auch andere Musikformen zur ceol meadhonach zählen, zum Beispiel die competition type marches, technisch anspruchsvolle Stücke, die (in der Regel) nur um der Musik willen, aber nicht zum Marschieren gespielt werden.
Die Zuordnung von Jigs ist nicht so eindeutig. Sieht man Jigs als Tanzmusik (was heutzutage eindeutig zutrifft), so gehören sie zur ceol beag. Sieht man sie als etwas anderes (was sie früher möglicherweise waren), gehören sie zur ceol meadhonach. Seumas MacNeill zum Beispiel  sieht Jigs ursprünglich als Fingerübungen der Piper, da es in Schottland keine Tradition der Jigs als Tanz gibt („Jigs probably originated basically as exercises for the fingers, for there is no tradition of the Scottish jig as a dance - certainly not in the Highlands.“)
Der Begriff ceol meadhonach ist noch weniger historisch als ceol beag. Geprägt wurde er wahrscheinlich erst von Captain John Campbell und Archibald Campbell, die 1909 eine Sammlung von Slow Airs unter dem Titel „The Kilberry Book of Ceol Meadhonach“ veröffentlichten. Diese Sammlung enthält slow airs (zum Beispiel „Fear a' bhata“, „The mist-covered mountains“), slow marches („Lochaber no more“) und retreat marches („When the battle is over“, „The green hills of Tyrol“), aber keine Jigs.